# Chorinea
Chorinea is een geslacht van vlinders uit de familie van de prachtvlinders (Riodinidae), onderfamilie Riodininae.
Chorinea werd in 1832 voor het eerst wetenschappelijk beschreven door Gray.

## Soorten
Chorinea omvat de volgende soorten:
- Chorinea amazon (Saunders, 1859)
- Chorinea batesii (Saunders, 1859)
- Chorinea bogota (Saunders, 1859)
- Chorinea gratiosa Stichel, 1910
- Chorinea heliconides (Swainson, 1833)
- Chorinea licursis (Fabricius, 1775)
- Chorinea octauius (Fabricius, 1787)
- Chorinea sylphina (Bates, H, 1868)